# Zanthoxylum simulans
Zanthoxylum simulans là một loài thực vật có hoa trong họ Cửu lý hương. Loài này được Hance miêu tả khoa học đầu tiên năm 1866.
Loài này có nguồn gốc ở miền đông Trung Quốc và Đài Loan. Nó là một trong số các loài thuộc chi Zanthoxylum được dùng để chế biến loại gia vị tiêu Tứ Xuyên nổi tiếng.

## Hình ảnh

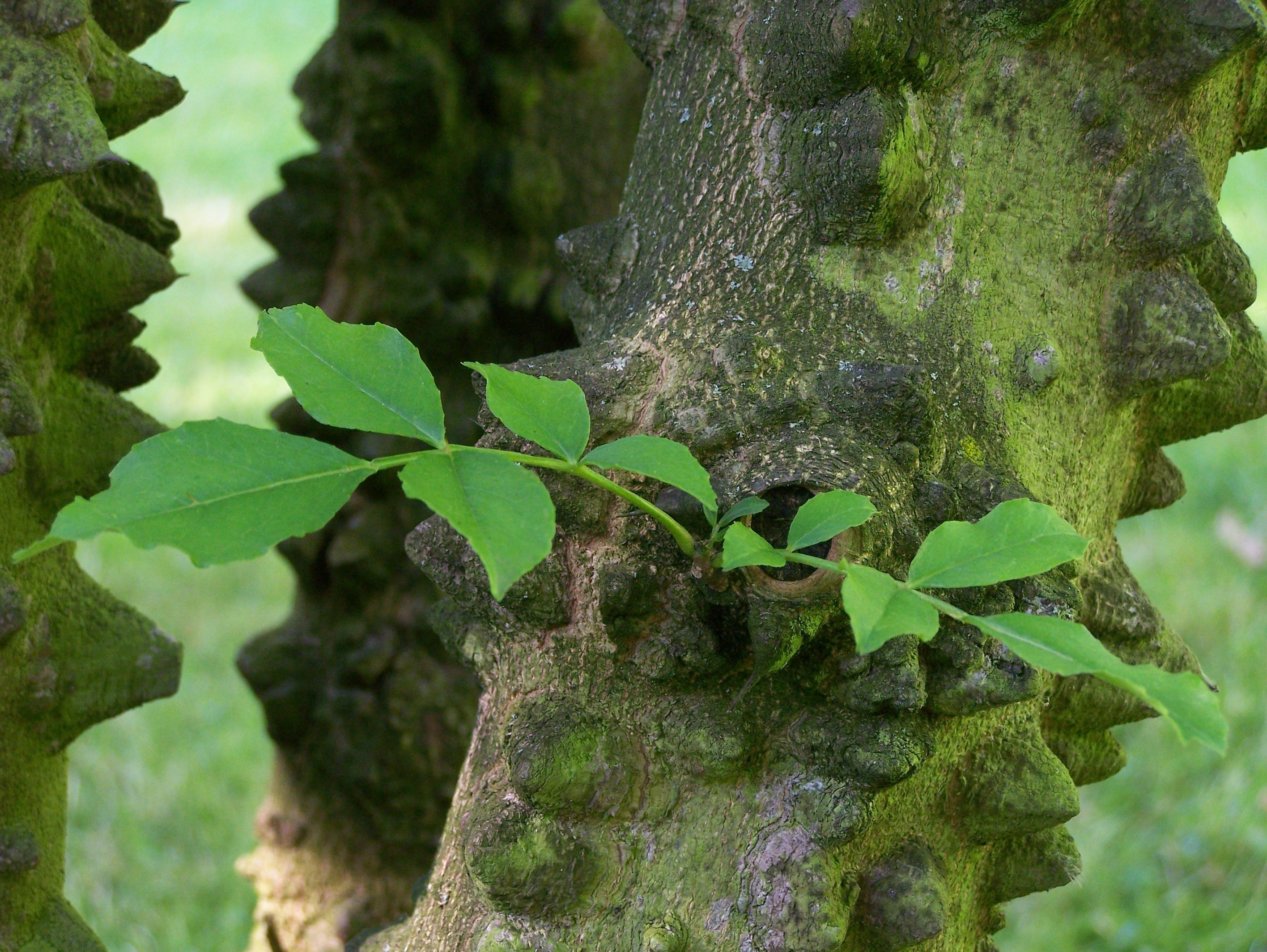
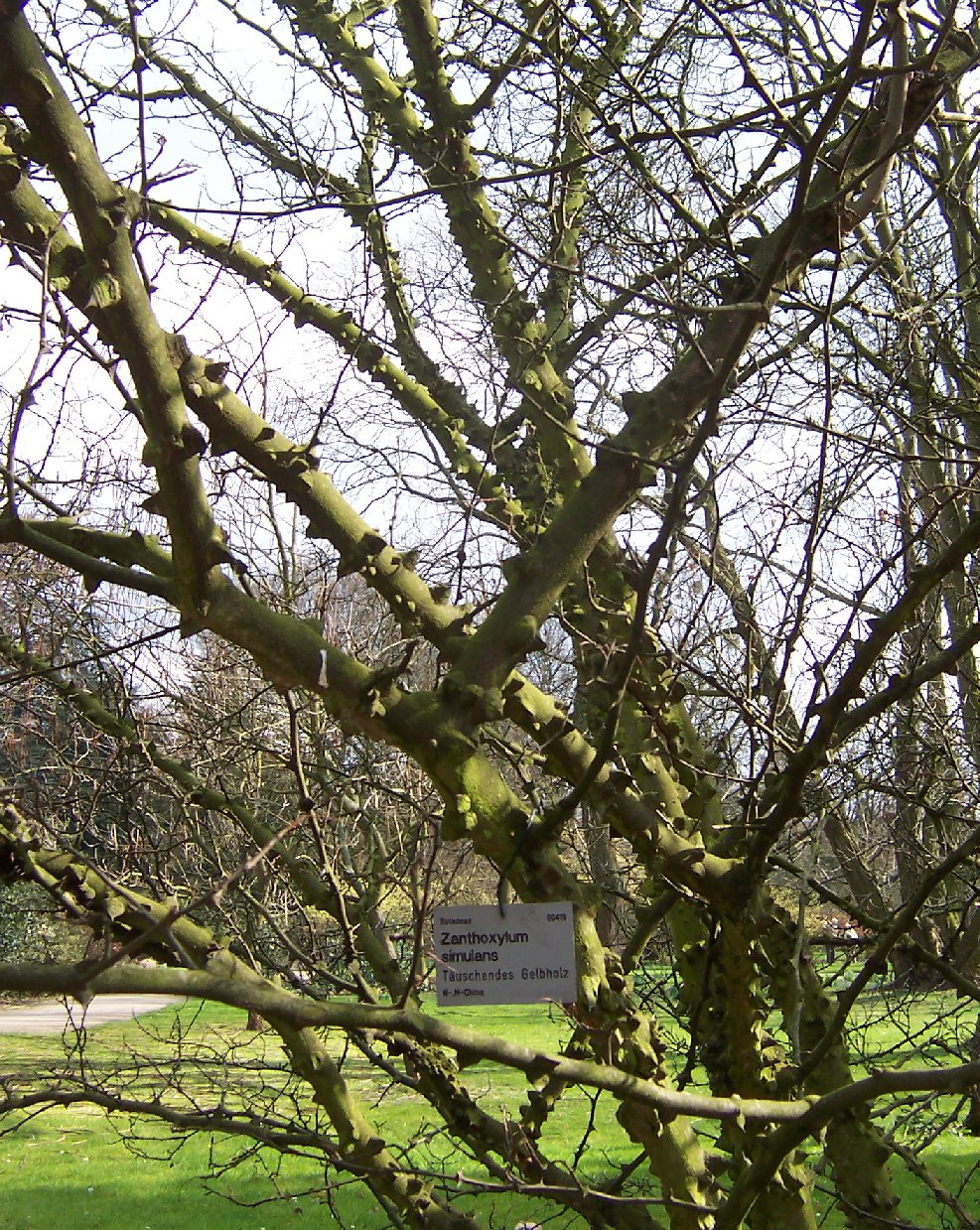
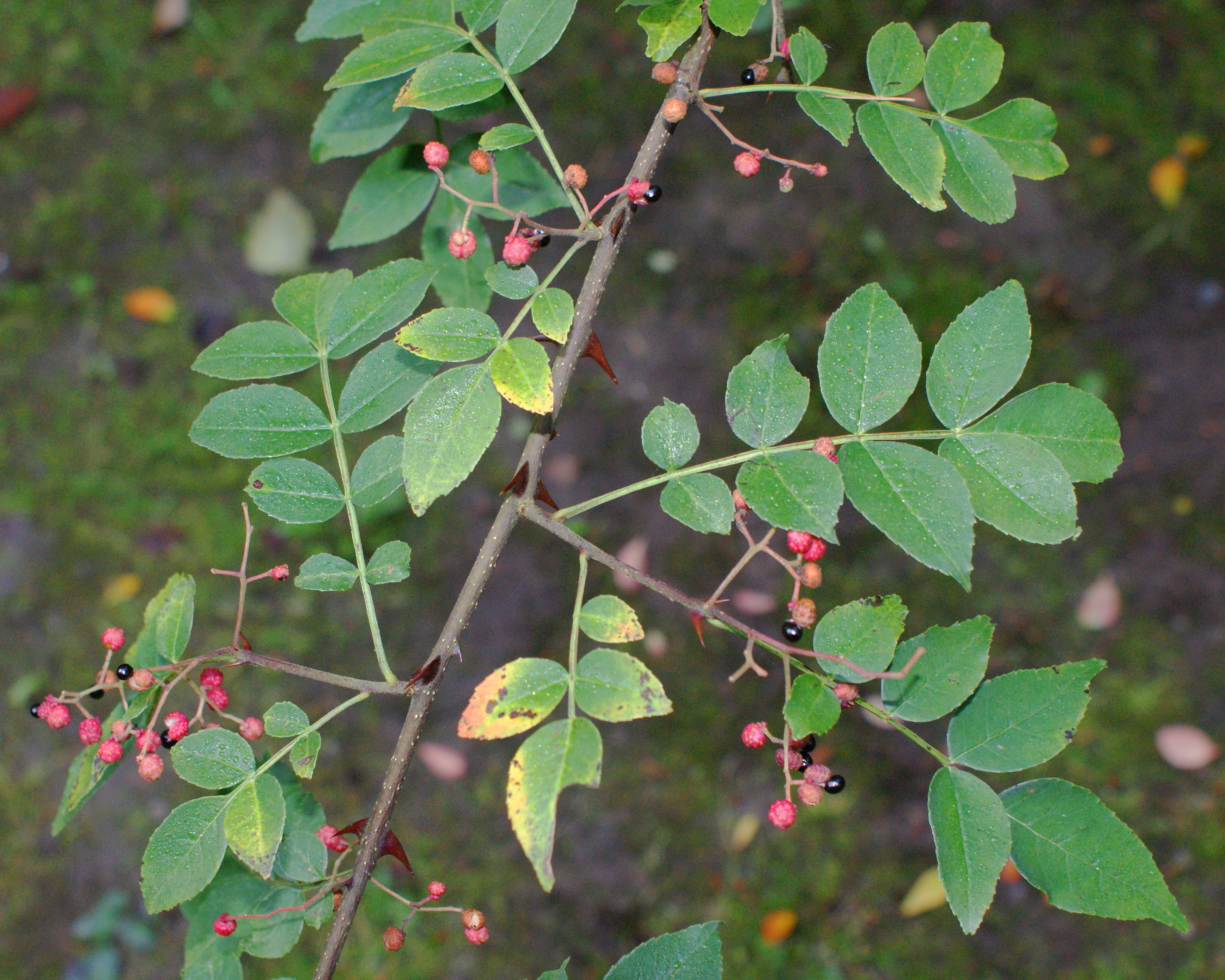
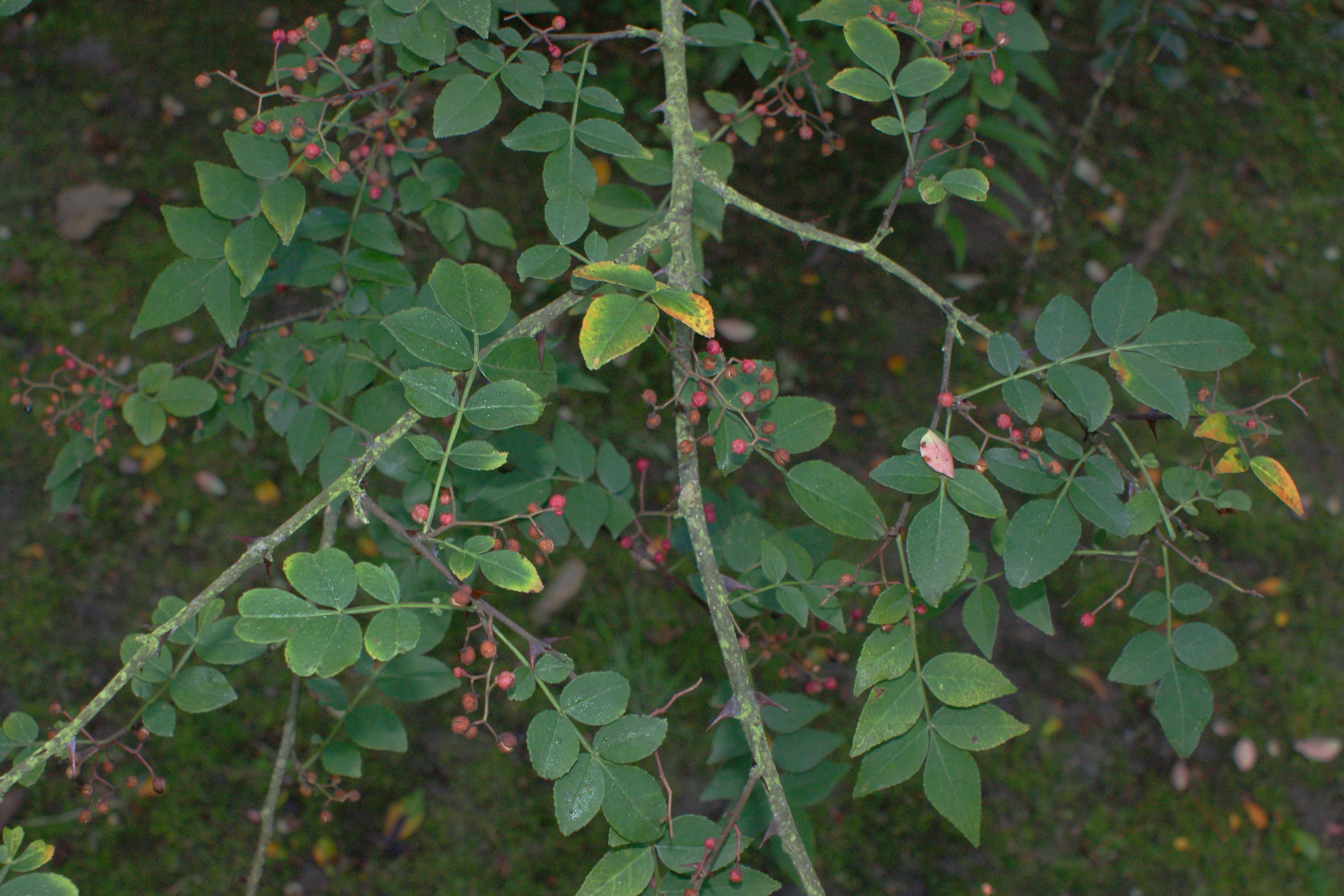

## Mô tả
Z. simulans có dạng một cây bụi lớn hoặc cây nhỏ cao đến 7 m. Các lá dài 7–12,5 cm, hình lông chim, có 7–11 lá chét, các lá chét dài 3–5 cm và rộng 1,5–2 cm. Chúng có rất nhiều gai ngắn (3–6 mm) trên cả thân và cuống lá, và các núm lớn (vài cm) trên cành. Những bông hoa được tạo ra trong các cymes mảnh mai, mỗi bông hoa có đường kính khoảng 4–5 mm. Quả mọng 3–4 mm có vỏ màu nâu đỏ nhám, khi tách ra để giải phóng các hạt đen bên trong.